# 克莉絲朵·克雷恩
克莉絲朵·克雷恩（英語：Crystal Klein，1981年10月21日—），是一名奧地利色情演員及模特兒。克雷恩是少數幾位能同時成為《花花公子》玩伴女郎（2004年10月《花花公子》克羅埃西亞版）與《閣樓》當月寵物（2005年3月）的女性。

## 生平
克雷恩曾在維也納大學就讀兩年，主修心理學。之後搬往夏威夷茂宜島擔任泳裝模特兒。
她曾參與《Sheer Hosed Showoffs》演出，並在「霍華·史登秀」中裸體彈鋼琴。

## 外部連結
- 官方网站
- 克莉絲朵·克雷恩的MySpace主頁
- 克莉絲朵·克雷恩在互联网电影资料库（IMDb）上的資料（英文）
- 克莉絲朵·克雷恩在網際網路成人電影資料庫
- 成人電影資料庫上克莉絲朵·克雷恩的资料（英文）